# AC 3000ME
Der AC 3000ME war ein Mittelmotor-Coupé mit 3,0-Liter-Ford-V6-Motor und Kunststoffkarosserie.
Entwickelt und hergestellt wurde er maßgeblich von dem englischen Traditionsunternehmen AC Cars Ltd., dessen Anfänge bis in das Jahr 1901 zurückreichen (Beginn der Arbeiten an einem Four Seat Tourer, vorgestellt auf der London Motor Show 1903) und das seine größten Erfolge mit der AC Cobra in den 1960er-Jahren gemeinsam mit Carroll Shelby und Ford hatte.

## Allgemeines
Von dem Modell 3000ME entstanden zwischen 1979 und 1985 insgesamt (ohne Prototypen) lediglich 104 Exemplare in Kleinserie und weitgehender Handarbeit. Als einer der ersten englischen Fahrzeughersteller, die auf das moderne Mittelmotorkonzept setzten, wollte AC mit diesem ab 1973 entwickelten kompakten Modell und einem im Vergleich zu den früheren teuren Modellen 289 sports und 428 (Frua) erschwinglicheren Verkaufspreis einen größeren Kundenkreis erschließen, um gegen die vermehrt auf Massenproduktion setzende Konkurrenz zu bestehen. Letztlich gelang es dem Unternehmen jedoch nicht, mit dem 3000ME den Untergang als einer der ältesten unabhängigen Automobilhersteller der Welt zu verhindern.
Der 3000ME war das letzte Modell, das AC in Thames Ditton in der Grafschaft Surrey herstellte, wo bereits seit 1911 der Firmensitz lag, zugleich war es das letzte Modell unter Leitung der Familie Hurlock, die 1930 das Unternehmen erworben hatte. 74 Exemplare entstanden 1979 bis 1984 am Stammsitz westlich von London unweit der legendären Brooklands-Rennstrecke; weitere 30 optisch wie technisch nahezu unveränderte Fahrzeuge produzierte das neu gegründete Unternehmen AC (Scotland) plc. 1984 und 1985 bis zur Insolvenz lizenzweise in Schottland.
Ursache des wirtschaftlichen Misserfolgs waren die mit sechs Jahren ungewöhnlich lange Entwicklungsdauer des Modells, sein sehr hoher, jedoch durch die geringen Stückzahlen notwendiger Verkaufspreis, sein – bei Produktionsaufnahme – veralteter, relativ leistungsschwacher Ford-Motor mit hohem Kraftstoffverbrauch sowie die aufgekommene Konkurrenz u. a. von Lotus, TVR und Porsche.
Heute sind die wenigen AC 3000ME zumeist in festen Händen; die Liebhaber des Fahrzeugs betrachten es, ungeachtet der weiterhin erhältlichen Cobra-Nachbauten oder späteren Versuche zur Wiederbelebung der Marke, als letzten „echten“ AC. Vereinzelt werden Gebrauchtfahrzeuge in England für ca. 6.000 bis 10.000 £ (rund 7.100 bis 11.800 €; Wechselkurs Stand: August 2009) gehandelt, während ältere AC-Modelle wie der AC Ace, die AC Cobra oder der AC 428 gegenwärtig deutlich höhere Preise, im Fall der Cobra zum Teil weit über 100.000 € erzielen.
Die Modellbezeichnung 3000ME verweist mit den Buchstaben „ME“ auf das Fahrzeugkonzept (mid-engine/Mittelmotor) und mit ihrer Zahl auf den Hubraum von rund 3000 cm³. Bereits früher verwendete AC wiederholt Modellbezeichnungen mit Bezug zum Hubraum der eingesetzten Motoren, so
- beim Modell 2-Litre (1947 bis 1958; 6-Zylinder-Reihenmotor mit 1991 cm³ Hubraum aus eigener Herstellung),
- den offenen Sportwagen Cobra 260, Cobra 289 und Cobra 427 (1962 bis 1968; V8-Zylinder der Ford Motor Company mit 260, 289 und 427 cubic inch (cu. in.), entsprechend 4261, 4736 und 6997 cm³) oder
- dem Luxusmodell 428 (Frua) (1965 bis 1973; V8-Zylinder der Ford Motor Company mit 428 cu. in., entsprechend 7014 cm³).

## Entstehungsgeschichte

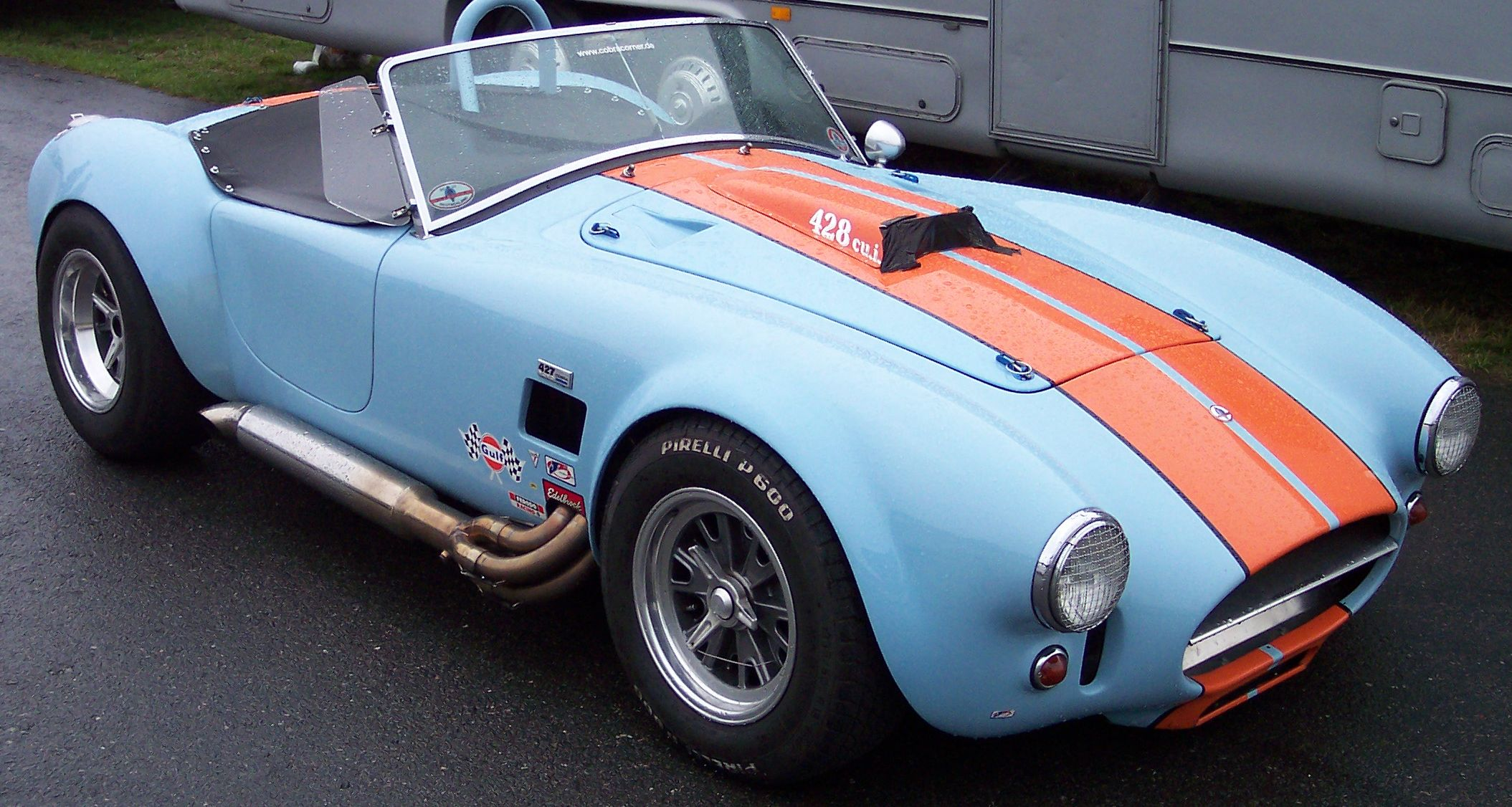
AC Cobra 427, das legendäre Erfolgsmodell von AC aus den 1960er-Jahren

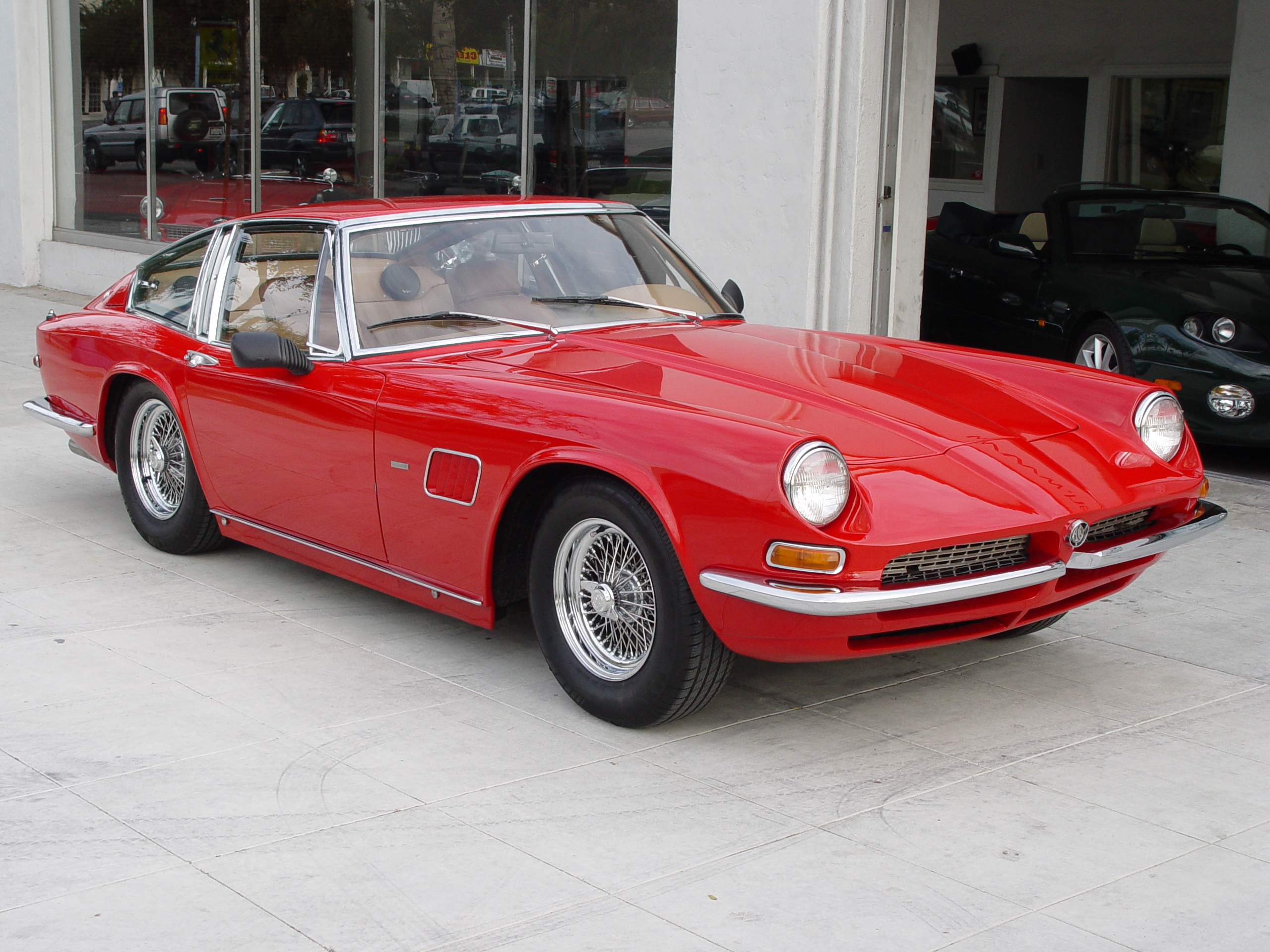
AC 428 Fastback-Coupé, das 1973 ausgelaufene Luxusmodell von AC mit 7-Liter-Ford-V8-Motor

Ende der 1960er-Jahre hatte sich das kompromisslose Konzept der offenen, teilweise brachialen AC Cobra überholt; nach dem Ausstieg von Carroll Shelby konnten nur noch einzelne Exemplare an wenige Liebhaber abgesetzt werden. Mit dem Modell AC 428 (Convertible ab Baujahr 1965 bis 1973 bzw. Fastback-Coupé ab Baujahr 1967 bis 1973) hatte sich AC Cars in das Segment der sportlichen Luxusklasse begeben. Dort konnte es trotz eleganter Karosserien des italienischen Designers Pietro Frua und großvolumigem Ford-V8-Motor mit zumeist 345 bhp (350 PS/257 kW) infolge der hohen Produktionskosten (Handarbeit, Verbringung von England nach Italien und zurück) sowie des von der Cobra geprägten Markenimages nur schwer gegen seine Konkurrenten bestehen, so zum Beispiel Aston Martin, Bristol, den Jensen Interceptor oder Konkurrenten aus Kontinental-Europa wie den luxuriösen Coupés und Cabriolets von Ferrari, Lamborghini, Maserati oder Exoten wie den Iso Grifo und den Monteverdi High Speed 375. Hinzu kam die sich abzeichnende erste Ölkrise, die den Verkauf großvolumiger Luxuswagen einbrechen ließ. Anfang der 1970er-Jahre suchte AC daher nach neuen Fahrzeugkonzepten und -modellen.
1972 trafen die AC-Verantwortlichen auf der Racing Car Show in London die beiden jungen Konstrukteure und Designer Peter Bohanna und Robin Stables, die dort ihre Mittelmotor-Studie Diablo (span.: ‚Teufel‘) mit quer eingebauter 1,5-Liter-Antriebseinheit aus dem Austin Maxi präsentierten. Beide hatten früher zusammen im Konstruktionsbüro des britischen Sport- und Rennwagenherstellers Lola gearbeitet, insbesondere am berühmten Modell T70 Mk.III, und dort Erfahrungen mit dem vergleichsweise neuen, aus dem Rennsport stammenden Mittelmotorkonzept sowie mit Kunststoffkarosserien und leichten Gitterrohrrahmen gesammelt. Gemeinsam hatten sie zunächst in ihrer Freizeit, dann ab 1972 selbständig als Designbüro Bohanna Stables Ltd. mit Sitz in High Wycombe, Buckinghamshire verschiedene Modelle für die Straße entworfen.
AC war von dem Konzept eines kleinen sportlichen Mittelmotor-Coupés so überzeugt, dass sie im Anschluss an die Ausstellung die Rechte am Diablo von Bohanna und Stables erwarben und eine Kleinserienproduktion von wöchentlich 20 Fahrzeugen vereinbarten. Dies erinnerte an die Vorgehensweise von AC Cars Anfang der 1950er-Jahre: Damals erwarb AC die Rechte an dem Tojeiro-Prototyp von John Tojeiro und entwickelte ihn unter Verwendung des firmeneigenen 2-Liter-6-Zylinder-Reihenmotors zum Modell AC Ace weiter, das später zur Grundlage des Erfolgsmodells AC Cobra wurde.
Das Mittelmotorkonzept war für AC unter zwei Gesichtspunkten interessant: Zum einen hatte man selbst bereits Anfang der 1960er-Jahre an einem Nachfolger für den AC Ace gearbeitet, der in einer Variante einen selbst konzipierten 6-Zylinder-Boxermotor in Mittelmotoranordnung vorsah – eine Planung, die jedoch nicht weiterbetrieben wurde, weil die Entwicklung der AC Cobra gemeinsam mit Carroll Shelby Vorrang genoss und sportlich wie wirtschaftlich erfolgreich war. Zum anderen bot der Prototyp von Bohanna und Stables die Perspektive, zu einem erschwinglichen Preis einen Mittelmotorsportwagen zwischen dem günstigen Fiat X1/9 und den teuren Exoten wie dem Ferrari Dino 246 oder Lamborghini Urraco zu platzieren.
Die Produktion des Diablo kam jedoch nicht zustande, da British Leyland die Lieferung von Austin-Motoren und -getrieben verweigerte. Ersatz fand AC dank der früheren guten Kontakte zu Ford in deren V6-Motoren aus der Ford-Essex-Motorenfamilie. Inzwischen warmen Bohanna und Stables als Berater befristet in das AC-Konstruktionsbüro gewechselt, um gemeinsam mit dem AC-Chefingenieur Alan D. Turner das komplexe Prototypenkonzept an die Bedürfnisse einer Serienfertigung anzupassen und das Design weiterzuentwickeln. Auf der Earls Court Motor Show 1973 konnte AC erstmals zwei (allerdings noch nicht fahrbereite) Prototypen unter dem Namen „AC 3000“ zeigen (Bezeichnung also noch ohne das Kürzel ME). Die Planungen sahen einen quer hinter den Sitzen eingebauten Ford-3,0-Liter-V6-Motor mit einem separat dahinter liegenden, selbst entworfenen Schaltgetriebe vor, das – im modernen Fahrzeugbau sehr ungewöhnlich – über eine Dreifach-Rollenkette mit dem Motor bzw. der Kupplung verbunden war. Als Produktionsbeginn nannte AC das folgende Jahr sowie einen Preis „um 3000 bis 4000 £“, was auf großes Interesse stieß und zu über 2500 Vorbestellungen führte.
1974 war das Karosseriedesign des jetzt AC ME 3000 genannten Fahrzeugs weitestgehend abgeschlossen: Die Grundzüge des Diablo waren im Kern beibehalten, die Fahrzeugfront hingegen überarbeitet worden (Stoßfänger, Fahrzeugbeleuchtung, Frontkühler); das Fahrzeugdach wurde zur Verbesserung der Kopffreiheit geringfügig angehoben und zusätzliche Lüftungsöffnungen zur besseren Kühlung hinzugefügt. Dennoch vergingen bis zum Beginn der Serienfertigung noch fünf weitere Jahre:
Zwar zeigte AC auf den alljährlichen großen Fahrzeugmessen in London bzw. Birmingham regelmäßig weitere Prototypen, musste seine Kunden jedoch wiederholt bezüglich der Serienfertigung vertrösten. Die Gründe waren vielfältig:
- notwendige Änderungen der Konstruktionspläne durch den Wechsel auf den Ford-Motor mit selbst entworfenem separatem Getriebe (auch Lamborghini hatte beim Modell Miura mit quergestelltem Mittelmotor längere Zeit nach Lösungen gesucht, das wegen der begrenzten Fahrzeugbreite separat zu montierende Getriebe sinnvoll mit der Kurbelwelle zu verbinden und ein zusätzliches Zwischengetriebe entwickeln müssen)
- Probleme mit dem ungewöhnlichen Primärantrieb per Rollenkette (Verschleiß, Haltbarkeit)
- Wechsel von einem stählernen Gitterrohrrahmen zu einem aus Stahlblechen geschweißten Monocoque-Plattformrahmen, der für die Serienfertigung besser geeignet erschien
- zu geringe finanzielle Mittel, um Planungen schnell umsetzen zu können
- neue strengere Vorschriften zur Typenzulassung ab Mitte der 1970er Jahre, so z. B. aufwendige Crashtests
- der Wunsch des traditionsbewussten Firmeninhabers Derek Hurlock, das Fahrzeug ausgereift auf den Markt zu bringen, um dem guten Ruf der Marke gerecht zu werden, zugleich aber möglichst viele Teile selbst zu fertigen, statt diese bei Fremdfirmen zu beziehen (wie es beispielsweise Reliant beim Modell Scimitar oder TVR bei den Modellen der M-Serie oder dem Tasmin zur Zeit- und Kostenersparnis vormachten)[17]

So scheiterte der erste Versuch, die Typenzulassung zu erlangen, Mitte der 1970er-Jahre daran, dass sich bei dem nunmehr vorgeschriebenen Crashtest mit einer Geschwindigkeit von 30 Meilen pro Stunde das Lenkrad fünfeinhalb statt der zulässigen fünf Zoll (rund 14 cm statt 12,7 cm) in den Innenraum verschob. AC Cars musste daraufhin Teile des Chassis überarbeiten. Hiernach verschob sich die Lenksäule beim zweiten Test nur noch um eineinhalb Zoll (3,8 cm), ein außergewöhnlich guter Wert, der die schlussendlich hohe passive Sicherheit des Modells belegt. Zum Vergleich: Selbst der Großserienhersteller Vauxhall benötigte mehrere Versuche, bevor die zeitgenössische Chevette die Typprüfung bestand.
1975 begann AC mit dem Aufbau eines neuen Händlernetzes. 1976 lagen AC rund 1200 Kundenanfragen nach dem AC ME 3000 vor, die jedoch mit dem Hinweis auf eine später erst erfolgende Serienfertigung und einen inzwischen auf „rund 6000 £“ angestiegenen Verkaufspreis vertröstet wurden.

## Verkaufsbeginn und Serienfertigung

Logo des Automobilherstellers AC mit Buchstaben im Art Nouveau-Stil wie es – mit geringen Änderungen – seit 1907 verwendet wurde

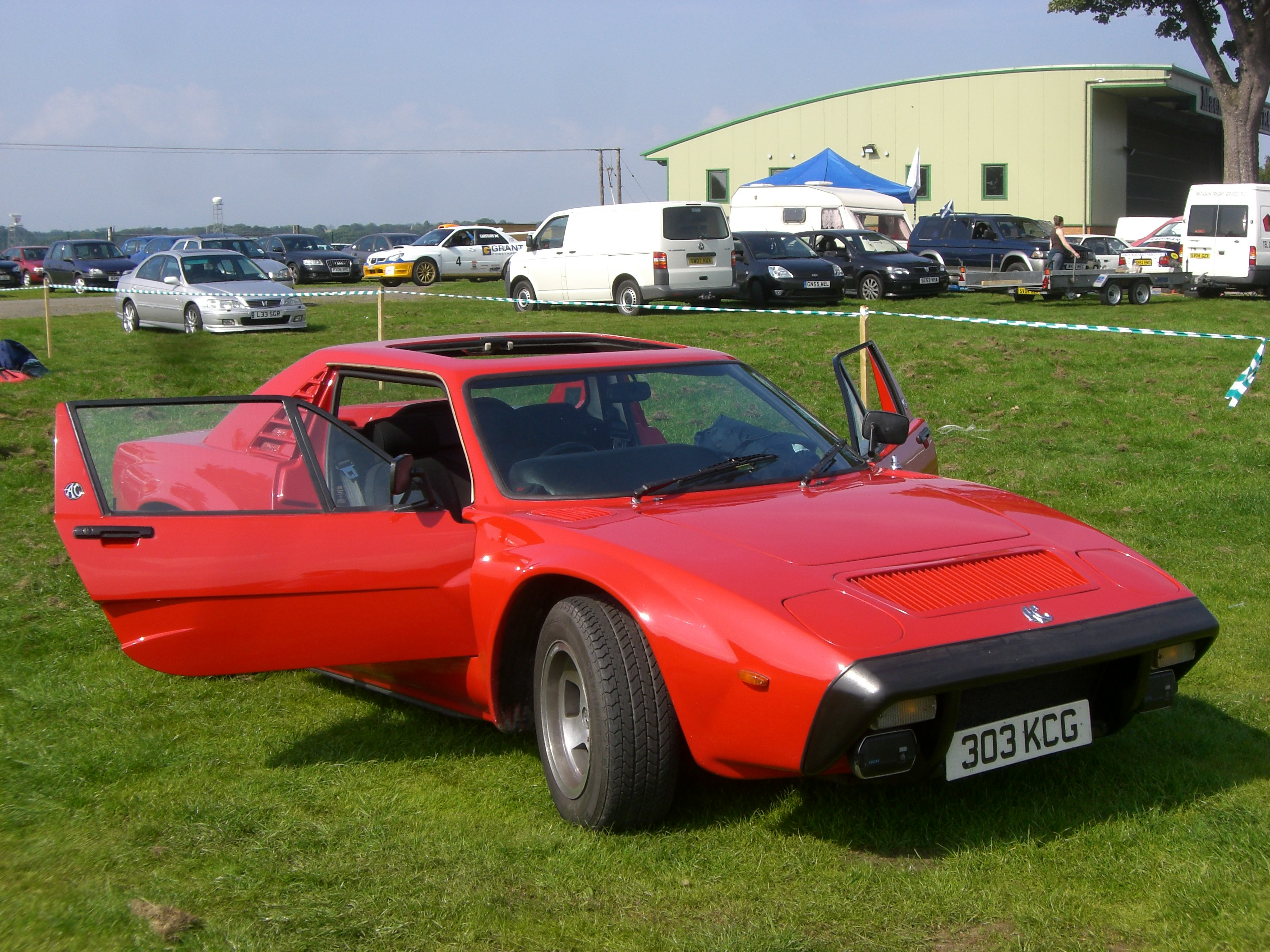
AC 3000ME, hier die schottische Lizenzversion von 1984/85 mit in Wagenfarbe lackierten Luftein- und -auslässen und ausgebautem Dachmittelteil

Im Oktober 1978 begann offiziell der Verkauf des nun endgültig AC 3000ME genannten Modells auf der NEC Motor Show in Birmingham. 50 Vertragsabschlüsse waren während der Ausstellung zu verzeichnen. Anfang 1979 lief in Thames Ditton die Fertigung des ersten mittelmotorgetriebenen Serienmodells in der bis dahin 78-jährigen Firmengeschichte ACs an.
Der Verkaufspreis belief sich jetzt auf stolze 11.302 £ (damals umgerechnet 43.940 DM), weshalb viele frühere Interessenten vom Kauf Abstand nahmen. Im März 1980 wurde der Verkaufspreis auf 13.300 £ für die Standardausführung und 13.600 £ mit Ledersitzen und Cassettenradio angehoben (damals umgerechnet 56.220 bzw. 57.490 DM). Zum Vergleich: Auf dem heimischen englischen Markt kostete ein Lotus Esprit S2 zur selben Zeit 14.981 £, ein Porsche 924 Turbo 13.998 £ und ein TVR Tasmin 12.800 £. Aufgrund der geringen Nachfrage löste AC das Händlernetz 1981 auf und übernahm den Fahrzeugverkauf direkt ab Werk. ACs Erwartungen, pro Jahr 250 Fahrzeuge zu verkaufen, ließen sich nicht annähernd erreichen, die Kosten wegen der weitgehenden Handarbeit nicht senken. So entstanden 1978 drei vorab gefertigte Serienfahrzeuge (Ausstellungs- und Vorführwagen), im Folgejahr 23, im darauffolgenden Jahr rezessionsbedingt nur etwa sieben; 1981 und 1982 verharrten die Produktionszahlen bei etwa elf bzw. neun, ehe sie 1983 und 1984 wieder leicht auf jeweils zwölf anstiegen.
Die Produktionszahlen blieben insbesondere deshalb hinter den ursprünglichen Erwartungen zurück, weil der 3000ME nahezu ausschließlich im Vereinigten Königreich vermarktet wurde; ein geplanter Export nach Nordamerika – früher ein maßgeblicher Absatzmarkt für die Modelle AC Ace, AC Cobra und AC 428 – kam letztlich nicht zustande. Zwar hatte AC parallel zur rechtsgelenkten Version für den heimischen Markt auch eine linksgelenkte Version für den nordamerikanischen Markt und Kontinental-Europa entwickelt, jedoch galten in den USA, nachdem sich die Produktion des AC 3000ME über Jahre verzögert hatte, deutlich verschärfte Sicherheits- und Emissionsvorschriften. Diese vermochte AC mit dem 3000ME nicht zu erfüllen bzw. hätten erneute zeit- und kostenaufwändige Anpassungsarbeiten und Zulassungsformalitäten erfordert, die AC nach den bisherigen Entwicklungskosten – mehr als eine Million Pfund – nicht mehr aufbringen konnte bzw. wollte. Zudem scheute der damalige Vorstandsvorsitzende Derek Hurlock inzwischen den amerikanischen Markt aufgrund des damaligen, aus seiner Sicht überzogenen Produkthaftpflichtrechts mit horrenden Schadensersatzsummen und Streitwerten, was Anfang der 1980er-Jahre schon andere kleinere Produzenten zum Rückzug aus diesem Markt bewogen hatte. So entstanden werksseitig nur fünf linksgelenkte Versionen, allesamt in Thames Ditton.
Für AC Cars Ltd. war die Produktion nicht mehr Gewinn bringend, selbst nach Umwandlung in eine plc. (public limited company) und Umzug in kleinere Werkshallen innerhalb von Thames Ditton. Vor dem Hintergrund einer allgemeinen Rezession ließ der inzwischen auch gesundheitlich angeschlagene Inhaber Derek Hurlock die Produktion in Thames Ditton im Spätsommer 1984 nach lediglich 74 Fahrzeugen einstellen.
Noch im selben Jahr vergab er die Lizenz zur Fertigung des Modells und zur Nutzung des Namens AC an eine neue, unter dem Namen AC (Scotland) plc. firmierende Gesellschaft. Die Leitung oblag David McDonald, der ein neues Werk in Hillington nahe Glasgow errichtet hatte und noch 1984 die Produktion des AC 3000ME wieder aufnahm. Chrysler (UK) hatte in der Region sein Werk Linwood geschlossen, so dass viele erfahrene Arbeiter zur Verfügung standen. In der Hoffnung auf staatliche Förderung plante McDonald eine Fertigung von 400 Fahrzeugen pro Jahr mit 62 Mitarbeitern, was für die damals brachliegende Region ein Erfolg gewesen wäre. Seine längerfristige Überlegung war, das verwindungssteife und vor allem typgeprüfte Chassis des AC 3000ME mit neu entworfenen, dem aktuellen Zeitgeschmack entsprechenden GFK-Karosserien zu versehen, das Fahrzeug aber auch technisch zu überarbeiten.
Tatsächlich entstanden in Schottland in den Jahren 1984 und 1985 mit einer 18-köpfigen Belegschaft lediglich 30 AC 3000ME, was nicht zuletzt an dem weiterhin hohen Verkaufspreis von 13.881 £ (damals umgerechnet 52.620 DM) gelegen haben dürfte. Äußerlich unterschieden sie sich kaum von den Fahrzeugen aus Thames Ditton. Lediglich bestimmte Lüftungsgitter, die bei der englischen Ursprungsversion zumeist schwarz waren, waren nun bei den meisten schottischen Fahrzeugen (aber nicht bei allen) in Wagenfarbe lackiert. Ferner wurde die Auspuffanlage geringfügig modifiziert. Die Verarbeitungsqualität blieb zeitgenössischen Testberichten zufolge auf handwerklich gewohnt hohem Niveau.
Im Oktober 1985 verließ das letzte von 30 Fahrzeugen die schottischen Produktionshallen, ehe AC (Scotland) plc. unter Konkursverwaltung gestellt wurde. Die finanzielle Ausstattung des neuen Unternehmens hatte sich als unzureichend erwiesen, die Verkaufszahlen waren zu gering geblieben und die Kosten für eine im Prototypenstadium befindliche überarbeitete Version des 3000ME zu hoch geworden.

## Einzelheiten zum Fahrzeugmodell

### Karosserie und Ausstattung
Die kompakt und bullig wirkende Karosserie besteht aus glasfaserverstärktem Kunststoff (GFK). Das Design des zweitürigen Zweisitzers stammt von den Engländern Peter Bohanna und Robin Stables, Gründer und Inhaber des Designbüros Bohanna Stables Ltd. sowie dem AC-Chefentwickler Alan D. Turner; Letzterer war bereits Anfang der 1960er-Jahre maßgeblich an der Entwicklung der AC Cobra (ausgehend vom AC Ace) beteiligt und hatte u. a. das AC Cobra Coupé (Fahrgestell-Nr. A-98) für den Werkseinsatz beim 24-Stunden-Rennen von Le Mans des Jahres 1964 entworfen, mit dem AC gegen die von Carroll Shelby eingesetzten Shelby Daytona Cobra Coupés antrat.
Die Karosserie des 3000ME besitzt eine leicht ansteigende Keilform, charakteristisch ausgestellte Radhäuser ähnlich zeitgenössischen Rallye- oder Rundstreckenrennfahrzeugen und markante seitliche Lufteinlässe zur Versorgung des Mittelmotors. Der Grundkörper zeigt Ähnlichkeiten zum zeitgenössischen Design von Bertone, namentlich den von ihm gestalteten Modellen Fiat X1/9, Ferrari Dino 308 GT 4 und Lancia Stratos HF. Die Motorhaube besitzt eine charakteristische Hutze, um zusätzlichen Platz für den Motor, insbesondere Vergaser und Luftfilter zu schaffen, da der Ford-V6 höher baute als der ursprünglich vorgesehene Motor des Austin Maxi. Weitere Merkmale sind die Klappscheinwerfer, die breite C-Säule zur Verkleidung des Überrollbügels sowie ein serienmäßig herausnehmbares Dachmittelteil, das zusammen mit geöffneten Seitenscheiben ein targa-ähnliches Fahrgefühl vermittelt.
Gegenüberstellung verschiedener zeitgenössischer Mittelmotorsportwagen:

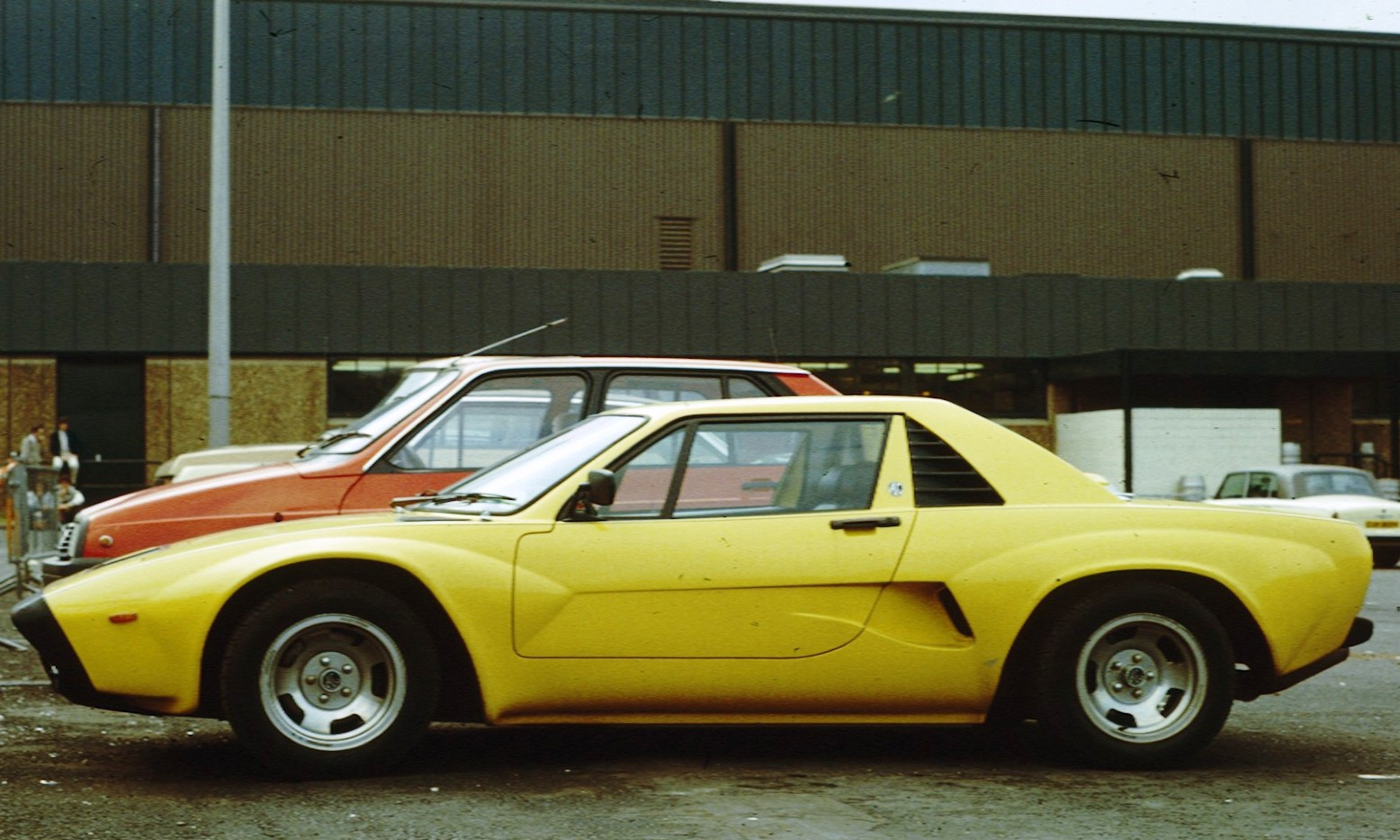
AC 3000ME – Präsentation 1973, Serie ab 1979
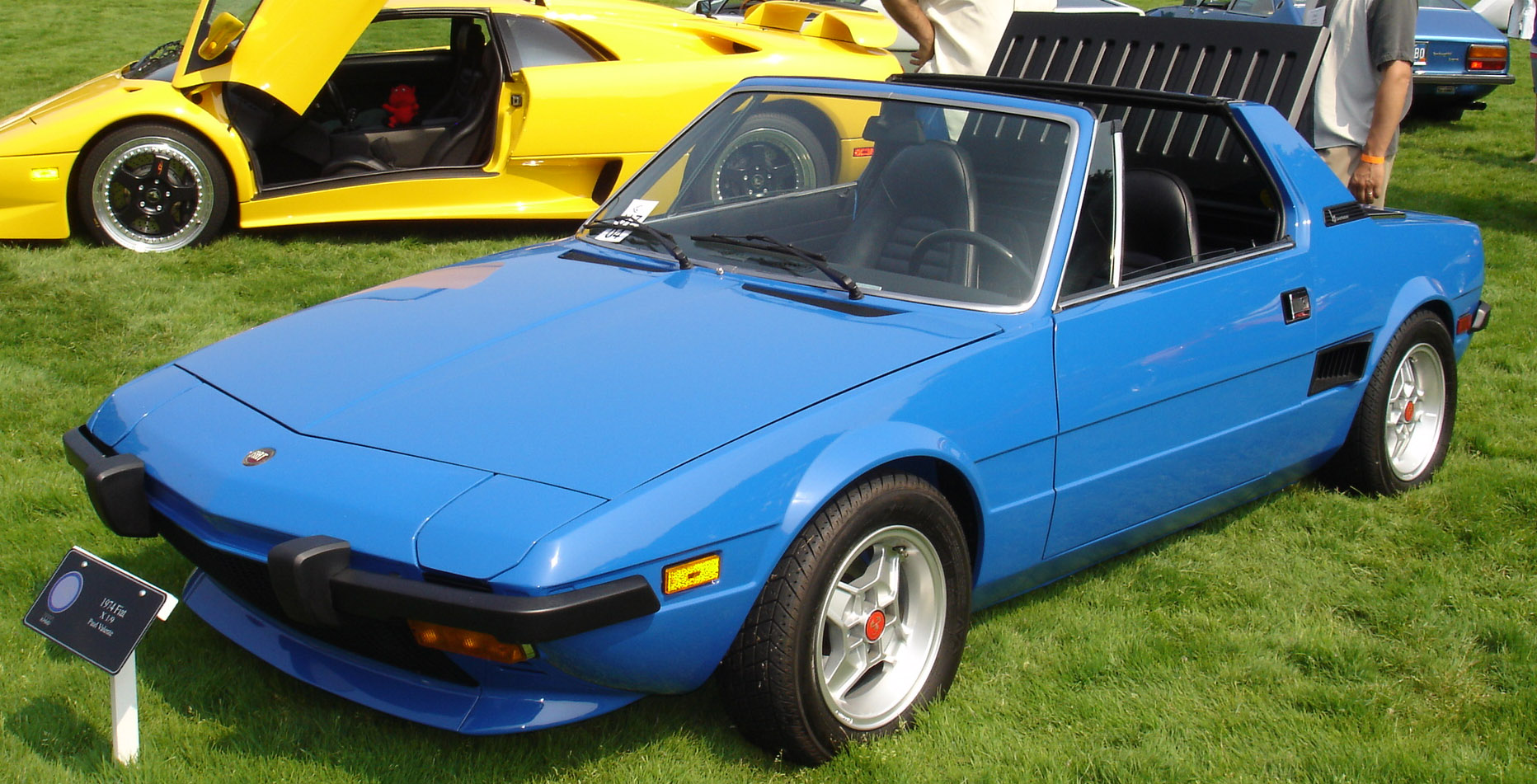
Fiat X1/9 – Präsentation 1972, zugleich Serienbeginn
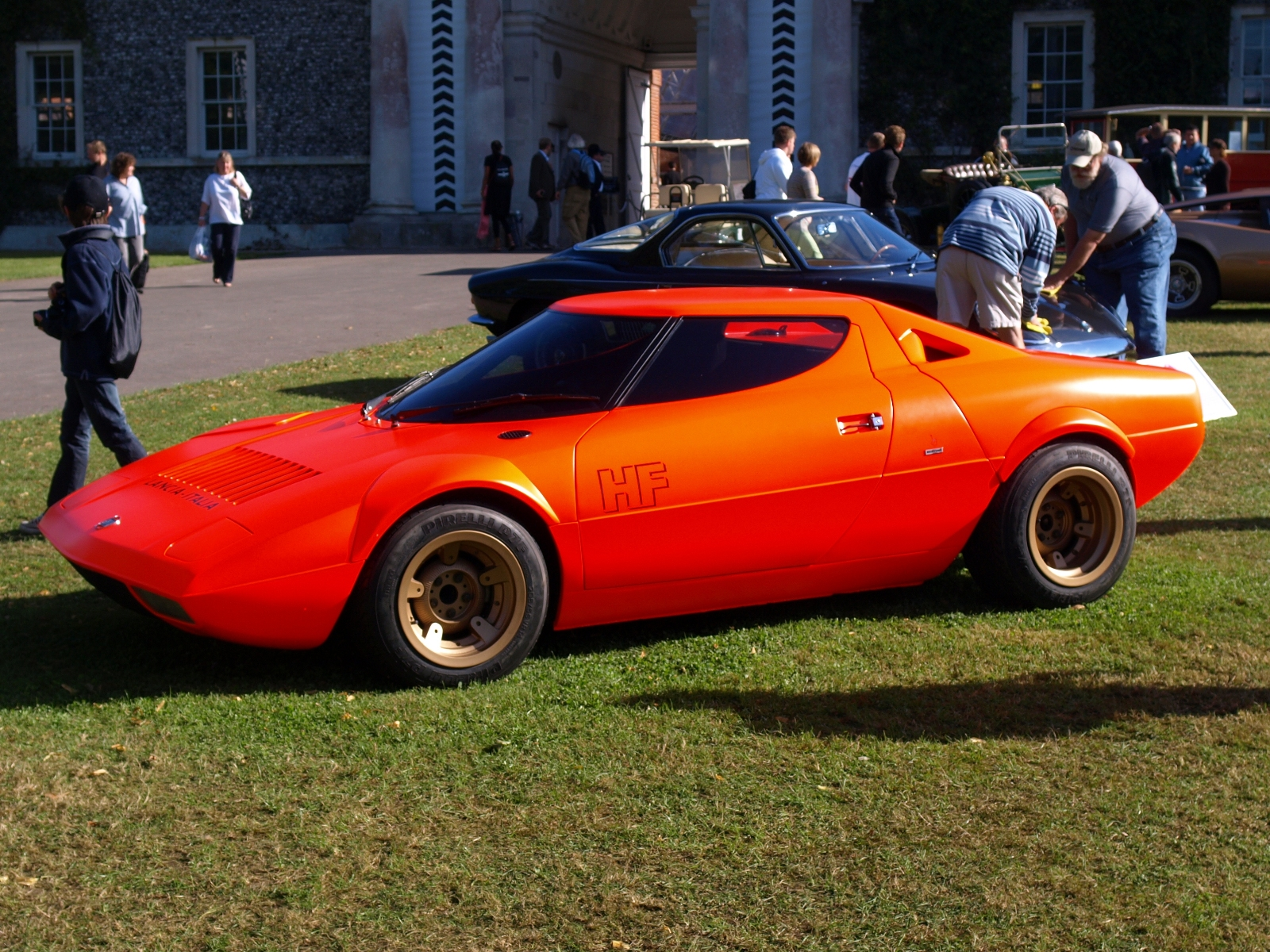
Lancia Stratos HF – Präsentation 1971, Serie ab 1973 (Straßenversion)
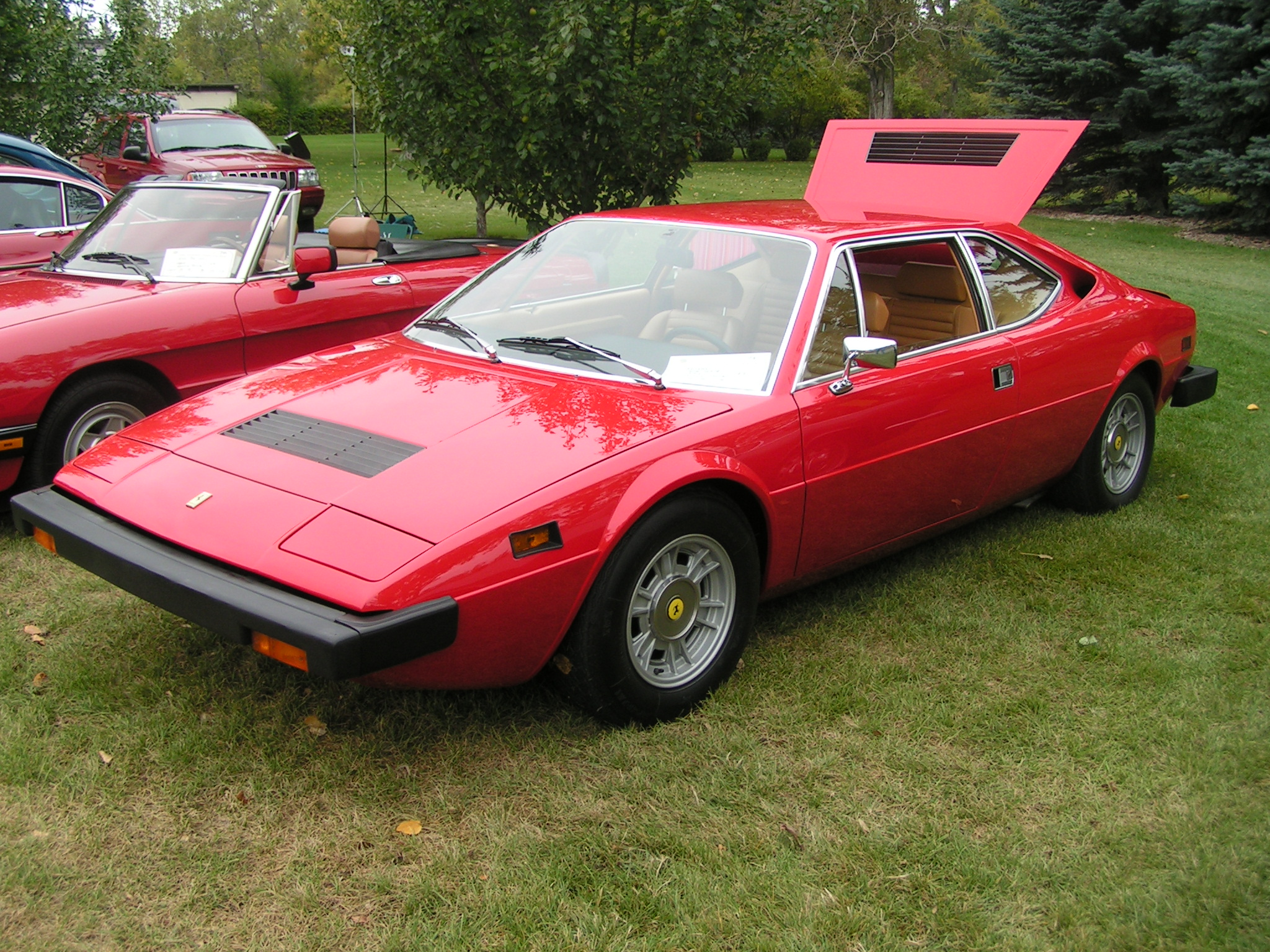
Ferrari Dino 308 GT 4 – Präsentation 1973, Serie ab 1974

Unter der vorderen Haube des AC 3000ME befinden sich außer der Batterie, dem Sicherungskasten und Nachfüllvorrichtungen ein vollwertiges Ersatzrad sowie ein kleiner Kofferraum, in dem auch das demontierte Dachmittelteil in einer speziellen Tasche verstaut werden kann. Die Entriegelung der vorderen Haube erfolgt ebenso wie die der Motorhaube vom Fahrzeuginnenraum aus. Der AC 3000ME verfügt über zwei Tankeinfüllstutzen, die sich nahe dem beinahe senkrechten Heckfenster zwischen den Ausläufern der C-Säulen rechts und links der Motorhaube befinden. Hinter dem Mittelmotor liegt der von außen zu öffnende Haupt-Kofferraum, der vollständig mit Teppich ausgekleidet ist und ein für die Fahrzeugklasse großes Fassungsvermögen von 340 Litern aufweist.
Die Karosserien stellte AC Cars selbst her.
Zur Serienausstattung gehörten u. a. elektrische Fensterheber, getönte Front- und Seitenscheiben, ein vielfach verstellbares Lederlenkrad sowie ein Radio. Ab Werk erhältlich war das Fahrzeug in 16 Farben; serienmäßig ausgestattet mit Stoffsitzbezügen und Teppichen in schwarz oder beige, waren gegen Aufpreis auch Ledersitze lieferbar.
Zeitgenössische Testberichte lobten die für einen Kleinserienhersteller gute Verarbeitung, die hochwertigen Materialien und die Ergonomie im Innenraum, den Umfang der Serienausstattung sowie das – jedenfalls in Anbetracht der kompakten Abmessungen – gute Platzangebot, ferner die für einen Mittelmotor-Sportwagen gute Übersichtlichkeit. Während das Mittelmotor-Konzept und das Design von der Presse und dem Publikum in der Prototypenphase noch begeistert aufgenommen worden waren, hatte sich das Interesse bei Produktionsaufnahme deutlich gelegt: Das Mittelmotor-Konzept war inzwischen etabliert, günstigere Konkurrenzmodelle auf dem Markt und die Karosserie wirkte Anfang der 1980er-Jahre nach der mehrjährigen Entwicklungsdauer und der Modeströmung zugunsten eines kantigeren, flächigeren Designs wie beim Lotus Esprit oder TVR Tasmin rückständig.

### Motor und Getriebe

#### Serienausführung
Sowohl die Prototypen AC ME 3000 als auch die Serienmodelle AC 3000ME hatten einen serienmäßigen 3,0-Liter-V6-Zylinder Doppelvergaser-Motor aus der Essex-Motorenbaureihe von Ford, wie sie ab 1967 in unterschiedlichen Hubraumvarianten in Großbritannien im Motorenwerk Dagenham, Essex gebaut wurde. Eingesetzt wurde die 3,0-Liter-Version hauptsächlich im Ford Capri 3000 GT (in Deutschland im Mk.1 ab 1972, in Großbritannien bereits ab Ende 1969), später auch in der Spitzenversion des Ford Granada. Ferner fand er als Einbaumotor bei verschiedenen britischen Kleinserienherstellern Verwendung, außer bei AC auch bei Gilbern (Modelle Genie und Invader), bei verschiedenen Marcos-Coupés, beim Reliant Scimitar sowie bei dem Hersteller TVR in dem Coupé 3000M, dem Cabrio 3000S und dem Kombicoupé Taimar. Anders als bei den Vorgenannten wurde der Motor im AC 3000ME jedoch um 90 Grad gedreht und quer hinter der Fahrerkabine als Mittelmotor eingebaut. Grundsätzlich braucht er bleihaltiges Superbenzin bzw. entsprechende Zusätze, kann jedoch auf den Betrieb mit bleifreiem Benzin umgerüstet werden. Eine Katalysator-Version entstand mangels Export in die USA nicht; nachträgliche Umrüstungsmöglichkeiten sind nicht bekannt und wären wegen des engen Motorraums schwer umsetzbar.
Nachdem Ford UK und Ford Deutschland den 3,0-Liter-V6 nach 1981 nicht weiter im Capri oder anderen Modellen einsetzten und ihn stattdessen durch den 2,8-Liter-V6-Motor aus der Ford Cologne-Motorenfamilie ersetzten, importierte AC das 3,0-Liter-Triebwerk von Ford Südafrika.
| Motor                                          | 60°-V6-Zylinder (Ford Essex V6 3,0), Motorblock und Zylinderkopf aus Grauguss, 4 Kurbelwellenlager, Druckumlaufschmierung, Ölinhalt 5,7 Liter, zentrale Nockenwelle, hängende Ventile, betätigt über Stoßstangen und Kipphebel, 2 Ventile pro Zylinder, Verdichtung 8,9 : 1, ein Zweifachvergaser Weber 38/38 DGAS, |
| Hubraum                                        | 2994 cm³ / 182,7 cu.in. |
| Bohrung × Hub                                  | 93,66 mm × 72,42 mm (3,69 in × 2,85 in) |
| Leistung                                       | 139,9 PS / 138,0 bhp / 102,9 kW bei 5000 min−1 |
| max. Drehmoment                                | 260,0 Nm / 192 lbft / 260 Nm bei 3000 min−1 |
| Höchstgeschwindigkeit                          | 193 km/h |
| Beschleunigung 0-60 mph (≈ 96,6 km/h)          | 8,5 Sekunden |
| Kraftstoffverbrauch in der Praxis (kombiniert) | 15,0 l Super verbleit/100 km |

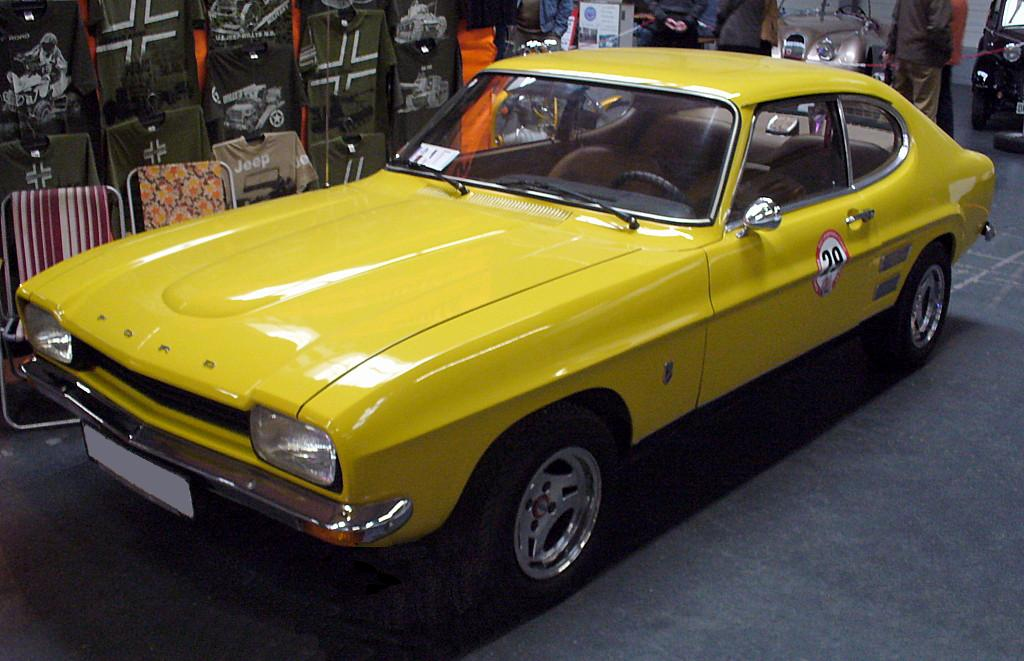
Ford Capri I GT, von ihm stammt der Motor des AC 3000ME

Der AC 3000ME hat ein quer eingebautes, vollsynchronisiertes und mit dem Hinterachs-Differential verblocktes Schaltgetriebe mit fünf Vorwärtsgängen und Rückwärtsgang, das sich seitlich neben und etwas hinter dem Motor befindet. Es handelt sich um eine AC-Eigenentwicklung; die auch von AC selbst zusammengebaut wurde. Hierzu fertigte AC das Getriebegehäuse aus Leichtmetall selbst, während die Innereien (Zahnräder und Wellen) vom Getriebespezialisten Hewland zugeliefert wurden. Ähnlich wie traditionell bei Ferrari wird der Schalthebel auf der Mittelkonsole durch eine offene, verchromte Schaltkulisse geführt. Die Gänge des AC 3000ME sind wie folgt untersetzt (zum Vergleich dahinter die Werte für den mit gleichem Motor ausgestatteten Ford Capri 3000 GT Mk.1 und 2 (ab 1972)):
| Übersetzungen          | AC 3000ME  | Capri 3000 GT |
| ---------------------- | ---------- | ------------- |
| im ersten Gang:        | 1 zu 3,242 | 1 zu 3,16     |
| im zweiten Gang:       | 1 zu 1,947 | 1 zu 1,94     |
| im dritten Gang:       | 1 zu 1,403 | 1 zu 1,41     |
| im vierten Gang:       | 1 zu 1,000 | 1 zu 1,00     |
| im fünften Gang:       | 1 zu 0,835 | ( – )         |
| Rückwärtsgang:         | 1 zu 2,901 |               |
| Hinterachsübersetzung: | 1 zu 3,167 | 1 zu 3,09     |

Der AC 3000ME war damit eines der ersten Straßenfahrzeuge, bei dem ein Ford-Motor serienmäßig mit einem Fünfganggetriebe kombiniert wurde.
Die Kraft vom Motor/Kupplung wird über Dreifach-Zahnräder und eine hochfeste Renold Dreifach-Kette mit speziellem Kettenspanner auf das Getriebe übertragen, umgeben von einer neuen separaten, aus Leichtmetall gefertigten Ölwanne, ebenso von AC Cars selbst entwickelt und gebaut wie das Kupplungsgehäuse.
Zur Serienausstattung gehörte ferner eine aufwändige, komplett aus rostfreiem Edelstahl gefertigte Auspuffanlage. Ein Ölkühler nebst doppelten thermostatgesteuerten Kühlluftventilatoren half, Überhitzungen des Motors (ein häufiges Problem von Mittelmotoren) auch bei langsamer Fahrt bzw. im Stadtverkehr zu vermeiden.
Zeitgenössische Testberichte bemängelten, dass die Motorleistung und die Fahrleistungen dem Kaufpreis sowie dem äußeren Erscheinungsbild eines Supersportwagens nicht gerecht würden; der AC 3000ME sei kaum ein würdiger Nachfolger der legendären AC Cobra. Hinzu kamen bei ersten Testexemplaren Probleme bei der Gasannahme sowie der Schaltbarkeit des Fünfganggetriebes, die jedoch im weiteren Verlauf ausgeräumt werden konnten. Positiv hervorgehoben wurden die Durchzugskraft des Dreiliter-Motors, die im Vergleich zu anderen Mittelmotor-Sportwagen günstigen Unterhaltskosten sowie die sehr gute Verfügbarkeit von Ersatzteilen für das Großserientriebwerk.

#### Turbo-Version
Die in Silverstone ansässige Firma Rooster Turbos des Tuners Robin Rew stattete 17 der in Thames Ditton gebauten Fahrzeuge mit Turbomotoren aus, wobei Turbolader des Herstellers IHI verwendet wurden. Die Leistung wird in der Literatur vereinzelt mit 200 bhp (dies entspricht 203 PS/149 kW) angegeben. Damit war die Turbo-Version deutlich stärker als die serienmäßige Vergaser-Version, jedoch schwächer als die seltenen, vom TVR-Werk gemeinsam mit Broadspeed Engineering entwickelten Turbo-Versionen des TVR 3000M Coupé, 3000S Cabrio bzw. Taimar mit aufgeladenem 3,0-l-Ford-V6-Motor (Leistung 230 bhp (233 PS/172 kW) bei 5500/min; Drehmoment von 370 Nm bei 3500/min). Die Beschleunigung von 0 auf 100 km/h dürfte beim 3000ME Turbo dementsprechend bei rund 6,0 Sekunden und die Höchstgeschwindigkeit bei ca. 225 km/h gelegen haben. Erkennbar sind die Turbo-Versionen des AC 3000ME daran, dass sie statt je einem Auspuff-Endrohr rechts und links nur ein Endrohr links besitzen. Da gerade bei diesen Versionen Fahrzeugbrände auftraten, ferner auch ein turbo-typisch hoher Kraftstoffverbrauch, wurden viele der ursprünglichen Turbo-Versionen später – soweit noch möglich – wieder rückgerüstet.
Ein deutschsprachiger Testbericht dieser seltenen Turbo-Version findet sich in der Zeitschrift Sportfahrer – Das Motor-Magazin, Ausgabe September 1984, dort mit 230 PS/169 kW Leistung angegeben.

### Chassis und Fahrwerk
Chassis und Fahrwerk des AC 3000ME waren für ihre Zeit sehr fortschrittlich ausgelegt. Er besitzt ein stählernes Monocoque-Chassis in Form eines wannenartigen Plattformrahmens (bei sechs Exemplaren aus rostfreiem Edelstahl, ansonsten lackierte und mit Unterbodenschutz versehene Stahlbleche). Hieran angeschraubt wurden ein vorderer und hinterer Hilfsrahmen (bei einzelnen Fahrzeugen aus feuerverzinktem Stahl, ansonsten aus beschichteten Stahlrohren), die die Fahrwerkskomponenten aufnahmen. Die Serienausführung wich damit von dem Diablo-Prototyp von Bohanna und Stables ab, der noch einen stählernen Gitterrohrrahmen besaß. Das überarbeitete Konzept stammt maßgeblich von dem langjährigen AC-Mitarbeiter Vin Davison (der schon zu Beginn der 1950er-Jahre an der Entwicklung des AC Ace ausgehend vom Tojero-Prototyp mitgewirkt hatte) sowie dem AC-Chefentwickler Alan D. Turner unter Mitwirkung von Bohanna und Stables.
Das Fahrzeug verfügt entsprechend modernen Sport- und Rennwagen über eine Einzelradaufhängung vorne wie hinten mit doppelten Dreiecksquerlenkern, Schraubenfedern und Stoßdämpfern. Der 3000ME verzögert über eine hydraulische Zweikreis-Bremsanlage mit Bremskraftregler und Bremsscheiben vorne wie hinten (zunächst 254 mm Durchmesser vorne und 239 mm hinten).
Entsprechend der Tradition fertigte AC Cars die meisten Fahrzeugkomponenten selbst, statt auf Teile von Großserienherstellern zurückzugreifen, angefangen beim Chassis über die Hilfsrahmen, die Fahrwerksteile bis hin zu den Bremsscheiben. Lediglich bei den Bremszangen griff AC auf solche des Bremsspezialisten Girling zurück; auch Federn und Dämpfer stammten von etablierten Zulieferern.
Das Chassis mit den angeschraubten Hilfsrahmen ist sehr verwindungssteif und bot für seine Zeit einen hohen Insassenschutz. Zum Sicherheitskonzept gehörten Türen mit integriertem stählernem Seitenaufprallschutz, Sicherheitstürschlösser und hochfeste Scharniere, stabile Chassis-Querwände, ein kräftiger integrierter Überrollbügel hinter den Sitzen sowie im Armaturenträger und eine in Länge und Neigung einstellbare Sicherheitslenksäule für die Zahnstangenlenkung. Der 64 Liter fassende Tank liegt – für den Fall eines Überschlags seitlich und nach oben abgeschottet – zwischen Fahrerkabine und Motorraum.
Serienmäßig war der 3000ME mit Fünfloch-Wolfrace-Leichtmetallädern der Größe 7 × 14 Zoll und Radial-Breitreifen der Größe 205/60 VR 14 ausgestattet.
Die Spurweite beträgt vorne 1397 mm und hinten 1422 mm, die Bodenfreiheit liegt bei 133 mm, der Wendekreis bei 9,5 m bei 3 Lenkradumdrehungen von Anschlag zu Anschlag. Von dem Fahrzeuggewicht lasten unbeladen 40 % auf der Vorderachse, 60 % auf der Hinterachse.
Während der Produktionszeit flossen einzelne Fahrwerksverbesserungen ein, so hinsichtlich der Abstimmung und in Form vergrößerter Scheibenbremsen (zuletzt: 277 mm Durchmesser vorne, 257 mm hinten); unter anderem hierdurch erhöhte sich das Leergewicht während des Produktionszeitraums bei den späteren Modellen um 20 kg auf zuletzt 1105 kg bei einem zulässigen Gesamtgewicht von 1300 kg.
Zeitgenössische Testberichte lobten die moderne Konzeption des Fahrwerks, die Wendigkeit des Fahrzeugs, den trotz des geringen Radstands ausreichend guten Geradeauslauf sowie den unerwartet hohen Fahrkomfort. Kritisiert wurde das relativ hohe, jedoch durch die hohen Sicherheitsstandards verursachte Gewicht sowie vor allem ein kritisches Fahrverhalten im Grenzbereich bei nasser Fahrbahn oder bei Lastwechseln (ein häufiges Problem von Mittelmotor-Fahrzeugen, hier verstärkt durch einen vergleichsweise kurzen Radstand, eine relativ komfortable Fahrwerksabstimmung und eine Gewichtsverteilung von 60 % auf der Hinterachse).

## Sporteinsätze

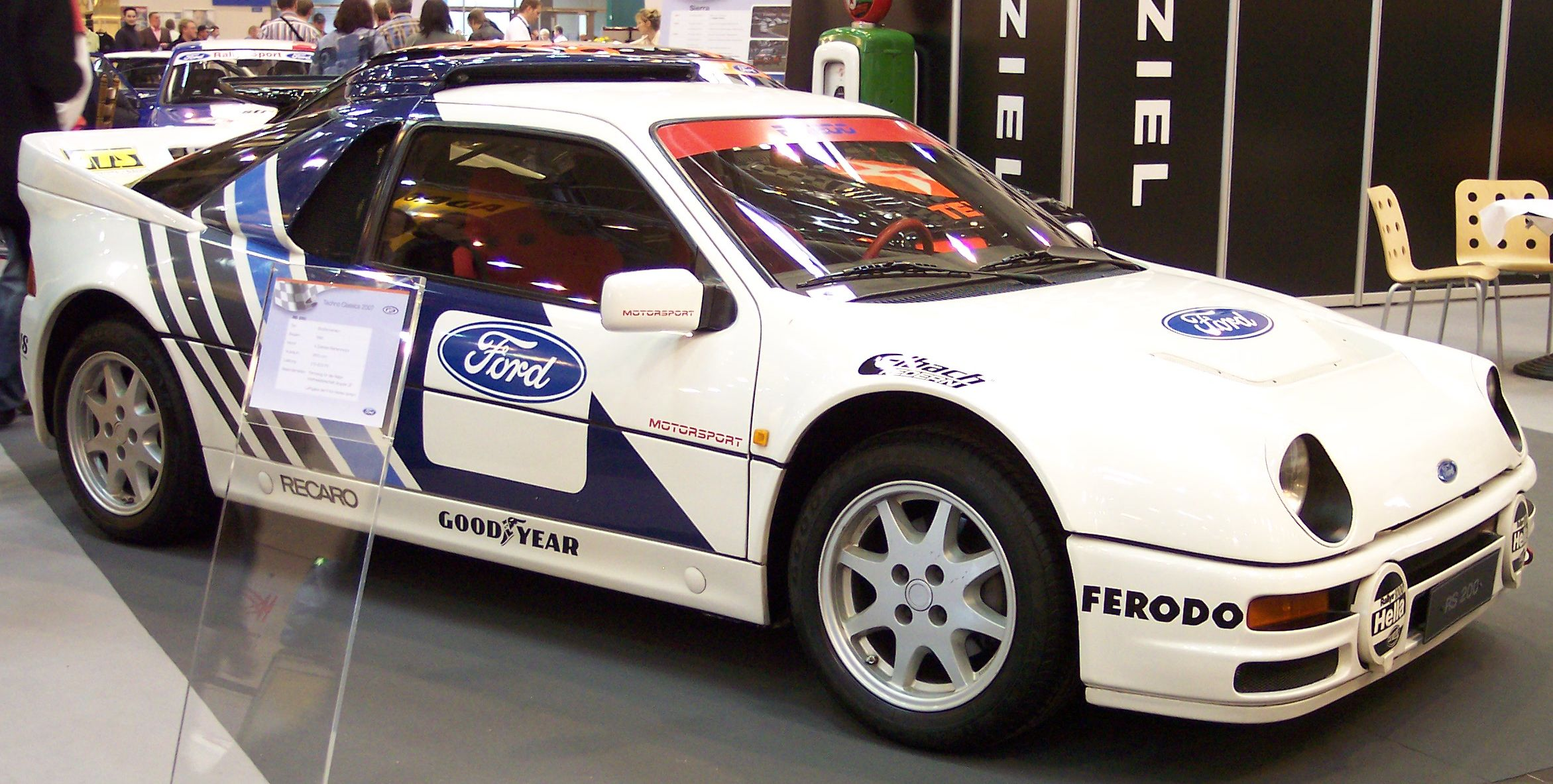
Ford RS200, ein geistiger Nachfahre des von Ford und Ghia auf Basis des AC 3000ME entworfenen und für Renn- und Rallyeveranstaltungen geplanten AC Ghia

Werksseitig fanden mit dem AC 3000ME – anders als in den 1960er-Jahren mit der AC Cobra oder in den 1950er-Jahren mit dem AC Ace – keine Renneinsätze statt. Zum einen fehlten AC nach der langen Entwicklungsdauer die hierfür nötigen Gelder. Zum anderen galt der 3,0-l-Ford-Essex-V6-Motor bei Produktionsbeginn bereits als veraltet; wegen des aufwändigen Primärantriebs und des speziellen Gehäuses für Getriebe und Ölwanne war auch kein kurzfristiger Wechsel auf einen anderen Motortyp möglich. Vereinzelt wurde der 3000ME jedoch von Privatfahrern für Rundstrecken-, Slalom- und Bergrennen modifiziert und eingesetzt (zum Teil mit leistungsstärkeren Weber-Vergasern, Turbo- oder sogar Bi-Turbo-Motoren mit bis zu 300 bhp (304 PS/224 kW)).
Aufmerksamkeit erlangte AC Cars Anfang der 1980er-Jahre nochmals, als Ford Überlegungen für ein mittelmotorgetriebenes Renn- und Rallye-Fahrzeug anstellte und hierbei auf das Chassis des AC 3000ME zurückgreifen wollte. In diesem Zusammenhang entstand der AC Ghia (siehe unten). Ford verfolgte die Pläne jedoch nicht weiter, als sich der Erfolg des allradgetriebenen Frontmotor-Coupés Audi quattro abzeichnete. Allerdings zeigte Lancia mit dem Lancia Rally 037 in den Rallye-Saisons 1981–1984, dass heckgetriebene Mittelmotorfahrzeuge sehr wohl noch konkurrenzfähig waren (Gewinn der Konstrukteursweltmeisterschaft 1983). Ford UK entwickelte daraufhin ab 1983 ein eigenständiges Mittelmotor-Rallyefahrzeug mit vergleichbaren Abmessungen wie denen des AC 3000ME, jedoch mit turbogeladenem 1,8-l-Vierzylinder-Cosworth-Motor und Allradantrieb, den Ford RS200.

## Einzelstücke und Sonderversionen
- Diablo-Prototyp von 1972 von Peter Bohanna und Robin Stables mit 1500-cm³-Motor des Austin Maxi[33][34]; der braun lackierte Prototyp mit dunkelbraun abgesetztem Dach ist heute (ebenso wie das 3000ME Lightweight-Einzelstück, das Ecosse Signature-Einzelstück aus dem Jahr 1988, ein normaler 3000ME sowie ein linksgelenkter 3000ME Turbo) im Besitz eines englischen Marken-Enthusiasten und Sammlers, das Original-Designmodell im Besitz eines weiteren Mitglieds des AC Owners Clubs

- Neun Prototypen:
  - AC 3000, 2 von 1973 (nicht fahrfähig, Chassis-Nr. 101 und 102),
  - AC ME 3000, 3 von 1974 (Chassis-Nr. 100 bis 102 (neue Zählung)), 3 von 1975 (Chassis-Nr. 103, 104 und 106), 1 von 1977 (Chassis-Nr. 108);[18] erhalten sind Nr. 104 und 106 (in Privatbesitz) sowie Nr. 108 (heute in der Sammlung von AC Heritage, Brooklands (das in der ersten Verkaufsbroschüre dargestellte Fahrzeug));[35] alle übrigen Prototypen wurden demontiert, verschrottet oder bei Crashtests und Fahrversuchen zerstört

- Chassis-Nr. 119 aus dem Jahr 1979: von Tuner Robin Rew für Berg-, Sprint- und Slalomrennen umgebautes Fahrzeug, oft als 3000ME Lightweight oder Lightweight Twin Turbo bezeichnet (u. a. breitere Felgen und Reifen, vom Werk einzelgefertigte GFK-Karosserie mit stark verbreiterten Kotflügeln, Frontspoiler, Bi-Turbo-Motor (bis zu 300 bhp), Gewichtseinsparung), nach Teilumbau wieder mit Straßenzulassung[31][32][36]

- Chassis-Nr. 129 aus dem Jahr 1982: Vorführwagen von Andrew Hurlock, dem seinerzeitigen Betriebsleiter von AC Cars; später mit dem Wechsel des Produktionsorts nach Schottland zum Versuchsträger für eine geplante Mk.2-Version des 3000ME umgebaut (s. u.)

- Chassis-Nr. 156 aus dem Jahr 1981: ursprünglich eine Version mit Turbolader, in Australien für seriennahe Rallye-Klasse umgebaut[37]

- Chassis-Nr. 159 aus dem Jahr 1980: Coupé-Designstudie von Ghia namens AC Ghia; fahrfähiges, jedoch nicht zum Straßenverkehr zugelassenes Einzelstück, vorgestellt auf dem Genfer Auto-Salon 1981; Entwurf des damals 40-jährigen Filippo Sapino (bereits seit 1976 Chef des Designstudios Ghia) für einen von Ford geplanten Rallye- und Rundstreckenrennwagen; durch kürzere Überhänge in der Länge nochmals um 203 mm verkürzt; Bereifung: Pirelli P7 im Format 225/50 VR 15 auf zweiteiligen Alufelgen; Interieur des 3000ME-Serienfahrzeugs; Karosserie ursprünglich silberfarben, später schwarz lackiert (jeweils mit dunkelgrau abgesetzten Kunststoffteilen); am 16. Juni 2002 von Ford in Dearborn (USA) über Christie’s für 23.500 £ versteigert[38][39][40]

- Chassis-Nr. 161 aus dem Jahr 1981: Einzelstück AC 3000ME Shelby Special mit 2,2 l-Vierzylinder-Turbo-Motor und 109 kW/148 PS aus dem Dodge Shelby Charger von Chrysler USA und Zweiton-Lackierung in Shelby-Blau und Silber; entstanden auf Initiative der kalifornischen Geschäftsleute Steve Hitter und Barry Gale (importierten mit ihrer Firma Panteramerica bereits De Tomaso Panteras über einen belgischen Zwischenhändler in die USA) und im weiteren Verlauf mit Hilfe von Carroll Shelby (damals neu eingetreten bei Chrysler, um dem Konzern mit sportlicheren Modellen zu einem moderneren Image zu verhelfen); zugrunde lag die Idee, den AC 3000ME in den USA in größeren Stückzahlen mit einem die dortigen Abgasbestimmungen erfüllenden Motor zu verkaufen, wozu Hitter und Gale die Firma AC Cars of North America mit Sitz in Santa Monica, Kalifornien gründeten; technische Anpassungen durch Kas Kastner in Torrance, Kalifornien (setzte in den USA bereits lange Jahre englische Triumph in Sportwagenrennen ein); mit neuen, optisch geglätteten Karosserieteilen, entworfen und hergestellt von Bob Marianich und Steve Hitter; voraufgegangene Kontaktversuche zu anderen Motorenlieferanten waren erfolglos geblieben (Ford USA hatte seinerzeit keine ausreichend starken Vier- oder V6-Zylinder-Motoren; General Motors zeigte wenig Interesse, offenkundig weil man mit dem Pontiac Fiero selbst ein vergleichbares Fahrzeugkonzept verfolgte, dessen Präsentation unmittelbar bevorstand); Serienfertigung schied wegen schlussendlich fehlender Unterstützung durch den Chrysler-Konzern aus, weil der Konzernchef Lee Iacocca konsequent auf Frontantriebsmodelle setzen wollte; das Fahrzeug gehört heute zum Bestand des Petersen Automotive Museums[39][41][42]

- Chassis-Nr. 163 aus dem Jahr 1981: viertürige, viersitzige Mittelmotor-Designstudie von Ghia namens Ford Quicksilver auf verlängertem Fahrgestell des AC 3000ME mit neuem eigenständigen Interieur; fahrfähiges, jedoch nicht zum Straßenverkehr zugelassenes Einzelstück, vorgestellt auf dem Genfer Auto-Salon 1982; ebenfalls ein Entwurf des Ghia-Chefs Filippo Sapino wie schon der AC Ghia aus dem Vorjahr; ursprünglich silberfarben, später rot lackiert (jeweils mit dunkelgrau abgesetzten Kunststoffteilen); am 16. Juni 2002 von Ford in Dearborn (USA) über Christie’s für 45.825 £ versteigert.[39][43][44][45]

- ein Rennwagen der Supersport-Serie mit nachgebildeter Kunststoffkarosserie des AC 3000ME, 1990 angetreten beim Rennen in Knock Hill; nur äußerliche Ähnlichkeiten; Technik: Gitterrohrrahmen eines Rennwagenherstellers mit Cosworth-BD-Motor und Hewland-Getriebe[39][46]

## Weiterer Werdegang des Modells und des Herstellers
Nachdem die Produktion 1984 nach Schottland verlegt worden war, kündigte die Firma AC (Scotland) plc. die Entwicklung eines zunächst 3000ME Mk.2 genannten Nachfolgers an, der – so seinerzeitige Gerüchte – in Zusammenarbeit mit Alfa Romeo entstehen sollte. Verantwortlicher Ingenieur war Aubrey Woods, der bereits in den 1960er-Jahren erfolgreich für den Formel-1-Rennwagenhersteller B.R.M. tätig war. Ziel war es, Schwächen des 3000ME insbesondere im Fahrwerksbereich durch die Verwendung von Großserienteilen zu beheben, dadurch zugleich die Kosten zu senken und über Alfa Romeo neue Vertriebswege unter anderem nach Kontinental-Europa und Nordamerika zu erschließen. Ausgehend von dem früheren Werks-Vorführwagen mit der Chassis-Nummer ME...129, der zumeist vom Betriebsleiter Andrew Hurlock genutzt worden war, entwarf Woods mit seinem Team vollständig neue Radaufhängungen unter Verwendung von Alfa-Komponenten und -rädern, hinzu kamen KONI-Stoßdämpfer sowie Armaturenbrett, Pedale, Lenkung, Antriebswellen und innenbelüftete Scheibenbremsen von Alfa Romeo, namentlich den Modellen GTV 6 (1. Generation) und 164. Hewland entwickelte ein überarbeitetes Getriebe inklusive Kettenkasten mit der Möglichkeit, wie bei einem Renngetriebe durch Austausch der Getriebezahnräder die Übersetzung der einzelnen Gänge schnell den jeweiligen Bedürfnissen anpassen zu können. Zur Erprobung war zunächst ein von John Dooley getunter 2,5-l-Alfa-V6-Rennmotor eingebaut worden, auch wenn das Fahrzeug nie an Rennen teilnahm; später wurde ein 2,5-l-V6-Serienmotor aus dem Alfa Romeo 164 verwendet. Vereinzelt war in diesem Zusammenhang auch von der künftigen Modellbezeichnung AC 2500ME (wegen des von 3,0 auf 2,5 Liter verringerten Hubraums) die Rede.
1985 kündigte AC (Scotland) ein Nachfolgemodell namens AC Ecosse an; neben den vorgenannten technischen Änderungen besaß dieses eine völlig neue, auf den englischen Zeitgeschmack der frühen 1980er-Jahre abzielende Karosserie aus glasfaserverstärktem Kunststoff. Die auffallend keilförmige, kantige Karosserie beruht auf einem Entwurf des englischen Designers Peter Stevens, der nachfolgend von 1985 bis 1989 Chefdesigner bei Lotus wurde und anschließend Supersportwagen wie den Jaguar XJR-15, den McLaren F1 (gemeinsam mit Gordon Murray) und den MG XPower SV entwarf. Die angekündigte Höchstgeschwindigkeit von 233 km/h und die Aussicht auf ein modernes Design sorgten bei Presse und Kunden für Aufmerksamkeit und Interesse. Zur offiziellen Präsentation des Prototyps, die auf der Motorfair-Automobilmesse des Jahres 1985 erfolgen sollte, kam es aufgrund der Insolvenz des schottischen Unternehmens jedoch nicht mehr.
Auch der avisierte Partner Alfa Romeo konnte keine finanzielle Unterstützung mehr leisten, da der Staatsbetrieb selbst finanziell derart angeschlagen war, dass er 1986 an Fiat verkauft wurde. Mit der Produktionseinstellung des AC 3000ME im Oktober 1985 musste David McDonald und seine junge schottische Firma auch die Entwicklungsarbeiten an dem geplanten Nachfolger AC Ecosse einstellen.
Im März 1986 verkaufte der Insolvenzverwalter die Rechte an dem AC 3000ME an eine neu gegründete Firma namens AC Ecosse Ltd. Später umfirmiert als Ecosse Car Company Ltd. stellte sie auf der Motor Show des Jahres 1988 in Birmingham den Ecosse Signature mit einer Karosserie aus kohlenstofffaserverstärktem_Kunststoff und turbogeladenem 2,0-l-Doppelnockenwellenmotor aus dem Fiat-Konzern als Nachfolger des AC 3000ME vor. Wegen ungenügender Finanzmittel musste 1989 die weitere Entwicklung nach nur einem Prototyp sowie einem (Vor-)Serienfahrzeug beendet werden, noch bevor die eigentliche Serienfertigung aufgenommen werden konnte.
AC Cars in Thames Ditton hatte in der Zwischenzeit sein historisches Werksgelände an einen Investor verkauft und war – nunmehr als reiner Reparatur- und Wartungsbetrieb für ältere AC-Fahrzeuge – in angrenzende kleinere Hallen umgezogen. Die Familie Hurlock verkaufte 1986 ihre Firmenanteile, die schließlich aufgespalten wurden in eine Grundstücksverwaltungsgesellschaft sowie die Namensrechte an der Marke „AC“. Letztere erwarb Brian Angliss mit seiner Firma Autokraft, der bereits über Jahre erfolgreich Nachbauten der AC Cobra in seinen Hallen inmitten der nahegelegenen früheren Brooklands-Rennstrecke fertigte und hierzu schon von Ford die Rechte am Namen „Cobra“ erworben hatte; in Handarbeit entstand das leicht überarbeitete und modernisierte Modell AC Cobra Mk.IV. Sein Versuch, einen modernen Sportwagen für die 1990er-Jahre mit den historischen Modellbezeichnungen AC Ace (Cabrio) und AC Aceca (Coupé) zu bauen – zeitweilig mit Mehrheitsbeteiligung von Ford (1987–1992) –, schlug jedoch nach wenigen Fahrzeugen fehl.

## Heutige Situation

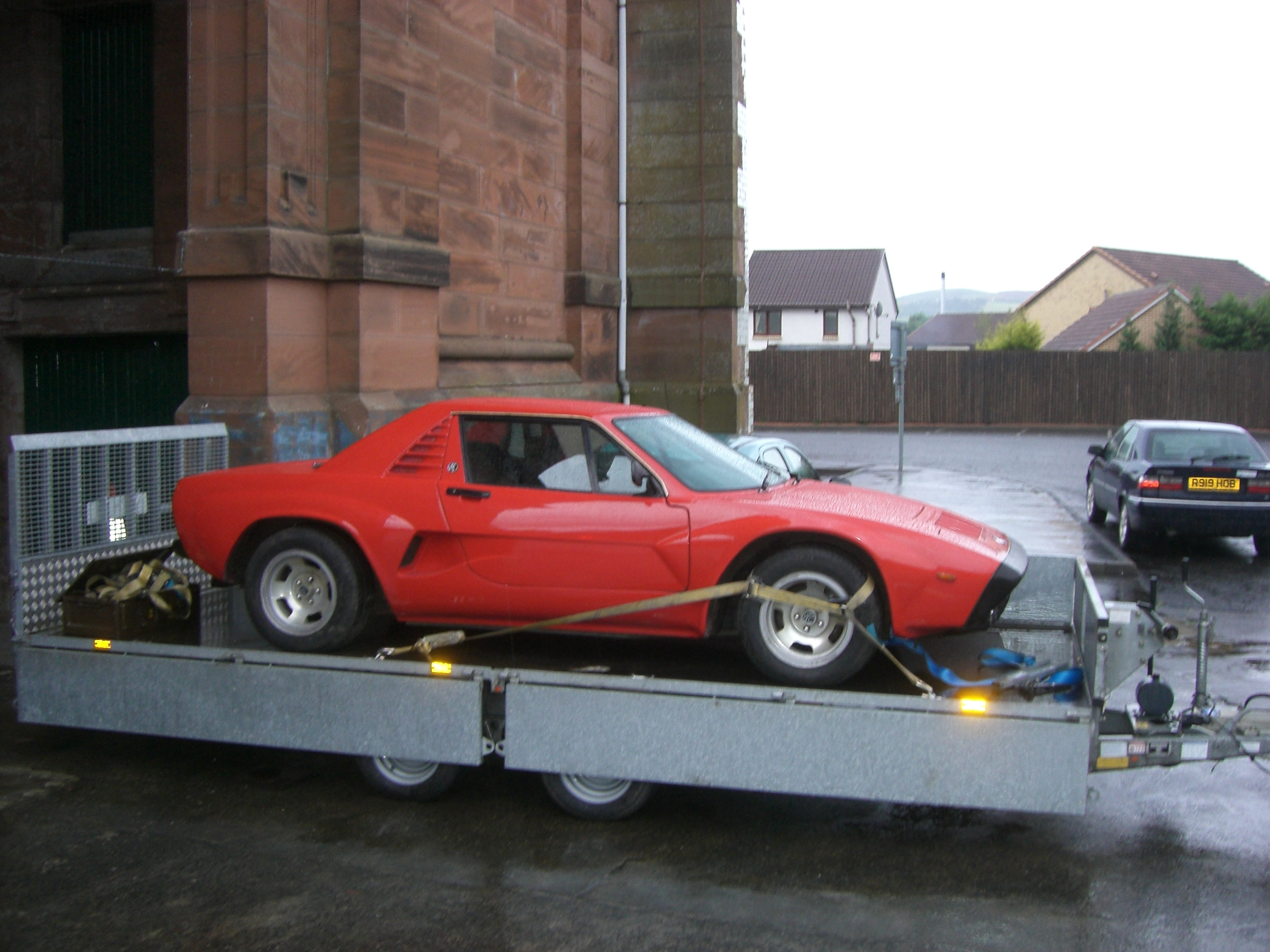
Der AC 3000ME aus dem „Motoring Heritage Centre“ in Alexandria/Schottland, hier beim Abtransport aufgrund der vorübergehenden Schließung des Museums im Juli 2007

Von den 104 gebauten Fahrzeugen existieren heute noch mehr als 90 Prozent. Viele der heutigen Besitzer sind im britischen AC Owners Club zusammengeschlossen, der regelmäßige Marken- und Modelltreffen veranstaltet (so beispielsweise in Silverstone und Goodwood) und in dem die Ersatzteilversorgung sowie gelegentliche Nachfertigungen koordiniert werden.
Heute gilt der AC 3000ME als seltener, in Anschaffung und Unterhalt vergleichsweise günstiger Youngtimer-Sportwagen, der seinen Reiz aus der geschichtlichen Verbindung zur AC Cobra, seiner Seltenheit und seinem Mittelmotor-Konzept bezieht. Selbst unter vielen AC-Eignern ist jedoch das Ansehen des AC 3000ME begrenzt: Nach Ansicht vieler fehlt ihm die charismatische Ausstrahlung der legendären Frontmotor-Sportwagen AC Ace, AC Aceca und AC Cobra oder die Eleganz und der Stil der Vorkriegsmodelle und des AC 428.
Gebrauchtwagenpreise liegen im Jahr 2010 zwischen 6.000 £ für ein Restaurierungsobjekt und etwa 14.000 £ für erstklassige Fahrzeuge. Die Verfügbarkeit ist allerdings begrenzt. Die meisten Fahrzeuge befinden sich seit Längerem in Sammlerhand.
Der erste vollständig in Schottland gefertigte AC 3000ME mit der Chassis-Nr. ME...185 (die Nummern 183 und 184 waren noch als „rolling chassis“ nach Schottland geliefert worden) war seit 1995 im schottischen Motoring Heritage Centre in Alexandria in West Dunbartonshire nahe dem Loch Lomond ausgestellt. Dieses Museum nordwestlich von Glasgow widmete sich bis zu seiner vorübergehenden Schließung im Juli 2007 besonders den in Schottland produzierten Fahrzeugen sowie Fahrzeugen aus der Frühzeit der Motorisierung; untergebracht war es in einem Teil des repräsentativen, seit Jahren unter Denkmalschutz stehenden Jugendstil-Gebäudes, das zu Beginn des 20. Jahrhunderts dem früheren Automobilhersteller Argyll als Fabrikationsstätte diente.

## Vergleichbare Fahrzeugmodelle
Weitere zeitgenössische Mittelmotor-/Heckmotor-Coupés mit vier und sechs Zylindern und ähnlicher Leistung (80 kW–125 kW):
- Lancia Beta Montecarlo aus Italien (2,0-l-R4 mit 88 kW)
- Lotus Esprit S2 / S3 aus Großbritannien (2,0-l-R4 mit 110 kW / 2,2-l-R4 mit 118 kW)
- Maserati Merak 2000 aus Italien (2,0-l-V6 mit 118 kW)
- Pontiac Fiero V6 aus den USA (2,8-l-V6 mit 99 kW)
- Renault Alpine A310 V6 aus Frankreich (2,7-l-V6 mit 110 kW)
- Talbot Matra Murena / Murena S aus Frankreich (2,2-l-R4 mit 87 kW/104 kW)